# Pokrowśke (obwód zaporoski)
Pokrowśke (ukr. Покровське, do 2016 Żowtnewe, ukr. Жовтневе) – wieś na Ukrainie, w obwodzie zaporoskim, w rejonie połohowskim, w hromadzie Tokmak. W 2001 liczyła 807 mieszkańców, spośród których 755 wskazało jako ojczysty język ukraiński, 48 rosyjski, 3 białoruski, a 1 polski.